# HD 165189
HD 165189，又名CD-4312272，SAO 228708、HR 6749，是一颗恒星，视星等为5.77，位于銀經349.45，銀緯-10.86，其B1900.0坐标为赤經17h 59m 35.9s，赤緯-43° -10.86′ 48″。